# 퀴멘락소 지역

퀴멘락소 지역의 문장

퀴멘락소 지역의 위치

퀴멘락소 지역(핀란드어: Kymenlaakso, 스웨덴어: Kymmenedalen)은 핀란드를 구성하는 지역 가운데 하나로, 중심 도시는 코우볼라이며 면적은 5,588km2, 인구는 185,662명이다. 우시마 지역, 페이예트헤메 지역, 남사보 지역, 남카리알라 지역과 접하며 7개 지방 자치체를 관할한다.